# Julio Herrera y Obes
Julio Herrera y Obes Martínez (Montevideo, 9 de gener de 1841 - ibídem, 6 d'agost de 1912), va ser un polític i president constitucional uruguaià entre els anys 1890 i 1894.
Va acompanyar Venancio Flores, com a secretari, en la Guerra de la Triple Aliança contra Paraguai. Va anar ministre d'Exteriors amb Tomás Gomensoro, diputat a les «cambres bizantines», va ser deportat a la barca Puig i va participar en la «Tricolor».
Va reorganitzar el vermellisme (en castellà, coloradismo) recolzant-se en el diari El Heraldo. Ministre de Govern de Máximo Tajes, va dirigir la transició a la democràcia i el 1890 va ser elegit president civil, una vegada acabada l'etapa militarista.
Va enfrontar una crisi financera i va sostenir la «influència directora». Com a senador, es va oposar al Pacte de la Creu de 1897 i va ser expulsat del país. Va tornar el 1903. Malgrat la seva pobresa, va rebutjar dignament una pensió del govern de Claudio Williman.
Julio Herrera y Obes és, a més, un carrer cèntric de Montevideo, que rep el seu nom com homenatge a la memòria de l'expresident.